# Georgia Backus
Pour les articles homonymes, voir Backus.
Georgia Backus, née le 13 octobre 1901 à Columbus dans l'Ohio et morte le 7 septembre 1983 à Sun City en Californie, est une actrice américaine de cinéma.

## Filmographie

### Cinéma
- 1940 : Nobody's Children : Mme Wynn
- 1941 : Ainsi finit notre nuit : Frau Kern
- 1941 : Footlight Fever : Imogene la secrétaire
- 1941 : Repent at Leisure : l'infirmière
- 1941 : Citizen Kane d'Orson Welles : Mlle Anderson
- 1941 : They Dare Not Love : la secrétaire allemande
- 1941 : Blondie in Society : la voisine en colère qui a des tartes
- 1941 : Tu m'appartiens de Wesley Ruggles
- 1941 : Mr. District Attorney : Mme Petherby
- 1941 : J'épouse ma femme : une caissière
- 1942 : Madame veut un bébé : l'infirmière
- 1942 : Ferme ta grande gueule ! : une citoyenne
- 1942 : Mon secrétaire travaille la nuit : une vendeuse
- 1942 : Not a Ladies' Man : Mme Roberts
- 1942 : La Splendeur des Anderson : la matrone
- 1942 : Blondie for Victory : Mme Jones
- 1942 : La Justice des hommes : une citoyenne
- 1942 : Ton cœur est mon cœur : Mlle Peel
- 1942 : Ma femme est une sorcière : une vieille dame
- 1942 : Jordan le révolté : l'épicière
- 1943 : La Nuit sans lune : une villageoise
- 1944 : L'amour cherche un toit : l'invitée des Ritchie
- 1944 : Les Nuits ensorcelées de Mitchell Leisen : Mlle Sullivan
- 1947 : Ma femme, la capitaine de Mitchell Leisen : Major Cheever
- 1948 : Dream Girl : Edna
- 1948 : L'Enfer de la corruption : Sylvia Morse
- 1949 : La Tigresse : une femme
- 1949 : Song of Surrender : Mme Parry
- 1950 : Chaînes du destin : l'infirmière
- 1950 : Terre damnée : Martha Bassett
- 1950 : Mother Didn't Tell Me : Mildred Tracy
- 1951 : Jour de terreur : Mme Warren
- 1951 : Quand les tambours s'arrêteront de Hugo Fregonese : Mme Keon
- 1951 : Le Signe des renégats : Duenna Concepcion

### Télévision
- 1952 : Schlitz Playhouse of Stars (1 épisode)